# Christiane Koch
Christiane Koch, geborene Sander (* 21. Juli 1939 in Berlin-Steglitz; † 14. Juni 2016 in Saarbrücken) war eine deutsche Journalistin und langjährige Leiterin des Frauenfunks des Saarländischen Rundfunks.

## Leben
Koch war eine Tochter des Regierungsdirektors Paul Sander und dessen Frau Herta (geborene Werning). Sie besuchte zunächst von 1945 bis 1950 die Grundschule in Berlin-Steglitz, danach die Sexta des Ceciliengymnasiums in Bielefeld und von 1952 bis 1959 den neusprachlichen Zweig des Hildgymnasiums in Koblenz, wo sie im Februar ihr Reifezeugnis erhielt. Sie studierte von 1961/1962 bis 1966/1967 bei Hans Knudsen Theaterwissenschaft an der Freien Universität Berlin und belegte zudem Germanistik und Kunstgeschichte als Nebenfächer. In dieser Zeit war sie für drei Monate als Volontärin beim Südwestfunk in Baden-Baden und hielt sich für sechs Monate in Paris auf, wo sie an der Sorbonne den „Cours de civilisation française“ absolvierte. Anschließend belegte sie einen Kurs in der Klasse für Modedesign im Lettehaus in Berlin, brach diese Ausbildung jedoch ab. Sie unternahm zudem Studienreisen nach England und Holland und absolvierte ein viermonatiges Studium an der Ausländeruniversität in Perugia (Italien). Sie schloss ihr Studium 1967 mit einer Promotion ab. Sie arbeitete viele Jahre lang als Redakteurin für den Frauenfunk beim Saarländischen Rundfunk. Später lebte sie in Hilsprich, Département Moselle, Frankreich. Mit ihrem Ehemann Manfred Koch hatte sie zwei Kinder.

## Werke (Auswahl)
- Ludwig Dessoir, ein Schauspieler des 19. Jahrhunderts – Rekonstruktionsversuch seiner Schauspielkunst. Freie Universität Berlin, Philosophische Fakultät, Berlin 1967.
- Problemberatung – Beratungsprobleme: Hilfen für Lebenskonflikte; Bericht über die Tagung am 18. Dezember 1971 in Saarbrücken. Saarländischer Rundfunk, Saarbrücken 1972.